# Jean Kamp
Œuvres principales
- Credo sans Foi, Foi sans Credo

Jean Kamp, né le 21 décembre 1924 à Kapellen, près d’Anvers, et mort le 5 novembre 2010 à Namur, est un prêtre catholique, enseignant et théologien belge. Il est surtout connu pour ses livres Credo sans Foi - Foi sans Credo, Souffrance de Dieu, vie du monde et Ce grand silence des prêtres.

## Biographie
- Études préparatoires et humanités au Sint Michielscollege de Braaschaat
- Études de philisophie et théologie au Grand Séminaire de Malines de 1942 à 1948
- Ordonné prêtre le 4 avril 1948
- Prêtre-étudiant, Katholieke Universiteit, Leuven (1948-1952)
- Professeur, Collège Saint-Pierre, Uccle (1952-1962)
- Professeur, Institut Saint-Boniface, Ixelles (1962-1966)
- Professeur, Grand Séminaire, Kinshasa (1966-1969)
- Professeur, Institut Saint-Louis, Bruxelles (1969-1970)
- Professeur de religion, École Normale Moyenne des Dames de Marie, Saint-Josse-ten-Noode (1969-1975)
- Professeur, École des Sciences Philosophiques et Religieuses Saint-Louis, Bruxelles (1969-1975)
- Professeur, École Centrale des Arts et Métiers (E.C.A.M.), Saint-Gilles (1970-1975)
- Professeur de religion, Collège Saint-Pierre, Uccle (1971-1972)
- Professeur de religion, Institut des Filles de Marie, Saint-Gilles (1971-1975)
- Aumônier, Établissement d’observation et d’éducation, Wauthier-Braine (1975)
- Professeur, Institut des Dominicaines, Schaerbeek (1975-1976)
- Professeur de français, Collège Saint-Pierre, Jette (1976-1988)

Jean Kamp a consacré la plus grande partie de sa carrière à l'enseignement du français, du latin du grec, de la philisophie et de la religion catholique dans l'enseignement secondaire supérieur et l'enseignement supérieur de type court à Bruxelles. Ancrée dans un contact permanent avec les jeunes et aussi avec les plus démunis, sa réflexion a dérangé certains, en particulier sa hiérarchie qui l'a plusieurs fois sanctionné, les reproches à son égard et sa défense sont repris dans l'article du Soir du 7 mai 2010. Lors de la publication de Credo sans foi, foi sans Credo, l'abbé Kamp fut « empêché » d'enseigner dans l'enseignement secondaire, ainsi qu'aux Facultés Saint-Louis. Mgr Suenens lui décréta : « Vous, petit Kamp, vous avez écrit ce livre : qu'a écrit Jésus ? » Il fit notamment un court séjour de réflexion en Israël, hébergé par les Sœurs de la Visitation, Via Dolorosa à Jérusalem et eut l'occasion de méditer dans le désert.
Durant sa période d'enseignement, il avait pu acheter, grâce à une avance de l'héritage de ses parents reçue de sa maman, une petite maisons sur les hauteurs de Wierde, près de Gesves, Sur Les Tiennes, au numéro 162. Il avait pris l'habitude d'y recevoir des groupes d'élèves des écoles secondaires pour des retraites spirituelles, notamment les élèves du Collège Saint-Pierre à Uccle, des Filles de Marie à Sant-Gilles ou des Dames de Marie Chaussée de Haecht. Entrecoupées de longues balades dans la campagne alentour, il ne manquait jamais d'aller saluer la fermière de la métairie à côté du château d'Arville, propriété de la comtesse Geneviève de Liedekerke. Très attentif aux habitants du village, il lui arrivait de seconder le curé de Wierde notamment lors des messes dans la vieille église romane (XIe siècle) du village au pied de laquelle il repose aujourd'hui. Il avait aussi l'habitude de réunir ses élèves ou étudiants rue du Moulin où il vivait un peu comme un ermite. Les partages se prolongeaient souvent par une célébration eucharistique. Il a célébré également de nombreux mariages d'anciens élèves. Dans sa petite maison de Wierde, il avait construit de ses mains un vitrail magnifique, détruit malheureusement par le nouveau propriétaire. Il avait aussi entrepris de cultiver à l'avant de celle-ci une magnifique roseraie, lui qui aimait tant les roses chantées par Rilke, un de ses poètes préférés. Il animait volontiers des weekends ou des camps scouts ou guides. Ses totem et qualificatif étaient « Araignée industrieuse ».
Son langage était scandé par toute une série d'expressions typiques, très dynamiques et pleines de relief. Au cours d'un weekend, les élèves du Collège Saint-Pierre avaient découvert lors d'une promenade une série de grottes dans la vallée tout près de sa maison ; elles reçurent lors de leur découverte épique l'inscription « J'y Kamp, j'y reste ». Il n'était pas rare que tous se lèvent tôt pour assister au lever du jour, ou attendre que les daims et autres biches viennent s'abreuver à la rivière alors que les animaux… n'y arrivaient jamais.
Ses funérailles en 2010 ont rassemblé dans la belle église de Wierde maints anciens élèves et collègues, mais aussi tous les membres de sa famille, dont son frère, ancien directeur des chantiers navals du port d'Anvers, des professeurs d'université mais aussi les villageois, les artistes qu'il côtoyait à Namur. Sa personnalité ne laissait personne indifférent.
Arrivé à l'âge de la retraite, il a continué à animer des groupes de réflexion tout en développant un autre mode d'expression, la peinture et les arts graphiques. À plusieurs reprises, il a participé au Salon de l'Aquarelle de Belgique à Namur ; lors de sa dernière participation, en 2009, il a réalisé, entre autres, un portrait de Fernand Paul, fondateur de cette Biennale internationale, décédé quelques mois plus tôt. Ce portrait figure en tête du catalogue de cette édition.

## Œuvres
- Souffrance de Dieu, vie du monde, Casterman, 1970.
- Credo sans Foi, Foi sans Credo, Aubier Montaigne, 1974.
- Le Dieu de notre nuit, Casterman, 1977.
- Ce grand silence des prêtres, Mol, 2000.